# Laxarby socken
Laxarby socken i Dalsland ingick i Vedbo härad, ingår sedan 1971 i Bengtsfors kommun och motsvarar från 2016 Laxarby distrikt.
Socknens areal är 212,13 kvadratkilometer varav 177,23 land. År 2000 fanns här 912 invånare. Tätorten Skåpafors samt sockenkyrkan Laxarby kyrka ligger i socknen.   

## Administrativ historik
Socknen har medeltida ursprung.
1 januari 1955 överfördes från Laxarby socken till Steneby socken ett område omfattande en areal av 7,78 km², varav 4,52 km² land, och med 239 invånare. Inom området låg den del av orten Billingsfors som tidigare legat i Laxarby socken.
Vid kommunreformen 1862 övergick socknens ansvar för de kyrkliga frågorna till Laxarby församling och för de borgerliga frågorna bildades Laxarby landskommun. Landskommunen inkorporerades 1952 i Lelångs landskommun som 1971 uppgick i Bengtsfors kommun. Församlingen uppgick 2012 i Laxarby-Vårviks församling.
1 januari 2016 inrättades distriktet Laxarby, med samma omfattning som församlingen hade 1999/2000.
Socknen har tillhört län, fögderier, tingslag och domsagor enligt vad som beskrivs i artikeln Vedbo härad. De indelta soldaterna tillhörde Västgöta-Dals regemente och Tössbo kompani. I socknen fanns totalt 15 soldatstommar, ingen av de finns kvar idag.  

## Geografi
Laxarby socken ligger öster om Bengtsfors, norr om Laxsjön och väster om sjön Edslan. Socknen har odlingsbygd vid sjöarna och är i övrigt en sjörik skogsbygd.

## Fornlämningar
Från stenåldern har ett tiotal boplatser och en Hällkista är belägen i Låbyn påträffats. Från bronsåldern finns spridda gravrösen och stensättningar. Från järnåldern finns spridda gravar. 

## Namnet
Namnet skrevs 1457 Laxabygda. Invånarna kallades Laxongane. Efterleden innehöll ursprungligen bygd, 'bygd, trakt; nybygge'. Förleden kommer från Laxsjön som kan innehålla lake eller komma från ett älvnamn, Laxa som då innehåller lax.

## Befolkningsutveckling
| Befolkningsutvecklingen i Laxarby socken 1810–1990                                                      | Befolkningsutvecklingen i Laxarby socken 1810–1990 | Befolkningsutvecklingen i Laxarby socken 1810–1990 | Befolkningsutvecklingen i Laxarby socken 1810–1990 | Befolkningsutvecklingen i Laxarby socken 1810–1990 |
| --- | -------------------------------------------------- | -------------------------------------------------- | -------------------------------------------------- | -------------------------------------------------- |
| |                                                    |                                                    |                                                    |                                                    |
| År |                                                    |                                                    | Folkmängd                                          |                                                    |
| 1810 | 1810                                               |                                                    | 1 331                                              |                                                    |
| 1820 | 1820                                               |                                                    | 1 516                                              |                                                    |
| 1830 | 1830                                               |                                                    | 1 690                                              |                                                    |
| 1840 | 1840                                               |                                                    | 1 878                                              |                                                    |
| 1850 | 1850                                               |                                                    | 2 213                                              |                                                    |
| 1860 | 1860                                               |                                                    | 2 567                                              |                                                    |
| 1870 | 1870                                               |                                                    | 2 631                                              |                                                    |
| 1880 | 1880                                               |                                                    | 2 867                                              |                                                    |
| 1890 | 1890                                               |                                                    | 2 747                                              |                                                    |
| 1900 | 1900                                               |                                                    | 2 611                                              |                                                    |
| 1910 | 1910                                               |                                                    | 2 216                                              |                                                    |
| 1920 | 1920                                               |                                                    | 2 005                                              |                                                    |
| 1930 | 1930                                               |                                                    | 2 084                                              |                                                    |
| 1940 | 1940                                               |                                                    | 1 932                                              |                                                    |
| 1950 | 1950                                               |                                                    | 1 818                                              |                                                    |
| 1960 | 1960                                               |                                                    | 1 353                                              |                                                    |
| 1970 | 1970                                               |                                                    | 1 180                                              |                                                    |
| 1980 | 1980                                               |                                                    | 1 077                                              |                                                    |
| 1990 | 1990                                               |                                                    | 1 041                                              |                                                    |
| Anm: Källor: Umeå universitet - Tabellverket 1749-1859, Demografiska databasen, CEDAR, Umeå universitet |                                                    |                                                    |                                                    |                                                    |